# Iphiaulax callosus
Iphiaulax callosus är en stekelart som beskrevs av Szepligeti 1918. Iphiaulax callosus ingår i släktet Iphiaulax och familjen bracksteklar. Inga underarter finns listade i Catalogue of Life.